# Scot (Rechnungsmünze)
Scot (auch Skot) ist der von einem Silbergewicht abgeleitete Name einer vom 12. bis zum 16. Jahrhundert in Polen, Preußen und Schlesien gebräuchlichen Rechnungsmünze, die den vierundzwanzigsten Teil einer Mark bezeichnete.
Dabei galten die Wertrelationen
- 1 Scot = 30 Pfennig
- 6 Scot = 1 Ferding
- 24 Scot = 1 Mark

Nicht zu verwechseln ist der Scot mit dem Scoter (auch Schoter), einer ab etwa 1490 vom Deutschen Orden in Preußen geprägten Silbermünze mit einem Nennwert von 15 Pfennig.